# Calogero Cascio
Calogero Cascio (Sciacca, 20 ottobre 1927 – Roma, 30 marzo 2015) è stato un fotografo italiano.

## Biografia
A ventidue anni si trasferì a Roma, anche se aveva iniziato all'Università di Palermo la facoltà di Medicina e si era interessato di teatro e letteratura, dove continuò gli studi e si laureò, praticando la professione medica nelle borgate romane più disagiate.
A poco a poco prese a praticare la fotografia, da autodidatta. A trent'anni decise di abbandonare la professione medica e di dedicarsi a quella di fotografo cominciando dalla sua Sicilia verso la quale ha sempre nutrito un rapporto conflittuale.
Sono gli anni in cui presero vita giornali che avranno un profondo legame con i lettori dal dopoguerra agli anni '70, come Il Mondo, che Mario Pannunzio diresse dal 1949 al 1966 e L'Espresso, fondato nel 1955, da Arrigo Benedetti ed Eugenio Scalfari, giornali affamati di immagini, coi quali Cascio stabilì un importante e duraturo rapporto.
Anni tumultuosi in cui anche il fotogiornalismo italiano espresse forte intensità: negli anni '60, infatti, Cascio realizzò numerosi servizi in Italia, in vari paesi europei, in Egitto ed Israele ed in Estremo Oriente come India, Nepal, Vietnam del Sud, Laos, Thailandia, così come in Sudamerica: Brasile, Perù, Colombia, Venezuela.
Con i fotografi Caio Mario Garrubba e i fratelli Sansone, con i quali condivise l’ideale del fotogiornalismo come 'azione politica', cioè come presa di coscienza, fondò nel 1963 l’agenzia "Realphoto". In questo modo contribuì, assieme ad Ermanno Rea, Plinio De Martiis e Franco Pinna a quella che fu definita la "scuola romana" del fotogiornalismo italiano.
Nel 1973 decise di cessare l'attività fotografica e di dedicarsi a quella di editore che lo occuperà fino alla sua morte, assieme a quello di pittore e scultore che intraprese dagli anni Ottanta.
I suoi servizi fotografici, accompagnati spesso da suoi testi, sono stati pubblicati nei quotidiani, riviste e periodici degli anni '60 e '70 tra cui: The New York Times, Life, Look, Stern, Paris Match, The Sunday Times, The Observer, Paese Sera, Vie Nuove, L'Europeo, La Stampa e tanti altri. Le sue fotografie sono state esposte al Museum of Modern Art di New York e in molte collettive nel mondo e fanno parte di importanti collezioni pubbliche e private.
Nel 2021, il 9 gennaio, prese il via la mostra antologica dedicata alla fotografia di Cascio, intitolata Pictures stories, 1956-1971, presso il Museo di Roma in Trastevere ed affidato alla cura di Monica Maffioli. Si tratta della prima mostra italiana in assoluto dedicata a Calogero Cascio. Le foto, selezionate dai figli Natalia e Diego Cascio e dalla Biblioteca Nazionale Centrale di Firenze, che raccoglie l'archivio della rivista 'Il Mondo' dove il fotografo lavorò fino alla chiusura, descrivono l'Italia ed il mondo del dopoguerra fino alla fine degli anni '60: la fila davanti alle prime tv in bianconero, la sposa nella Fiat 600, ma anche la mafiosità dei funerali del padrino e il dramma negli sguardi dei bambini nel corso delle guerre nei paesi esteri che ha visitato durante le guerre o nella grande miseria.

## Stile
Ciò che pare caratterizzare le fotografie di Calogero Cascio è la dimensione antropologica, sociologica per essere capace di cogliere in ogni contesto in cui il fotografo si viene a trovare e a scattare il valore universale dell’uomo. Uno stile "umanista" oltreché documentario che non amava i "fronzoli", i "dettagli" ma cercava di andare all'essenziale. Nelle sue immagini, ritroviamo una forte passione civile, un attaccamento alla vita e alla natura, come quel grido cristiano che traspare dai suoi libri che in ogni caso resterà inascoltato.
Fedele alla Leica M2, con tutta la sua gamma di ottiche.

## Pubblicazioni
- Calogero Cascio, Cagio Garruba, Lazzaro alla tua porta, commento di Ettore Masina, Edizioni a.v.e., Roma, 1967
- Professione fotoreporter, Fotografare, Roma, 1971
- Quando io grido a te, con Ettore Masina, Coines Edizioni, Roma, 1973
- Quando dico speranza, con Ettore Masina, Coines Edizioni, Roma, 1974